# Boethus apicalis
Boethus apicalis là một loài tò vò trong họ Ichneumonidae.